# Кузовков, Пётр Иванович
Пётр Иванович Кузовков (14 сентября 1929 года, деревня Студенки Милославского района Рязанской области — 23 ноября 2017 года, город Москва) — советский военачальник, генерал-майор в отставке, участник ликвидации последствий аварии на Чернобыльской АЭС.

## Биография
Родился 14 сентября 1929 года в деревне Студенки Милославского района Рязанской области в семье шахтёра. Отец — Кузовков Иван Степанович работал бригадиром проходчиков, за доблестный труд был награждён Орденом Ленина, мать — Кузовкова Мария Гавриловна, урождённая Молоканова. Всего в семье Кузовковых было 9 детей. Детство и юность провёл в Студенках. Окончил Покрово-Шишкинскую среднюю школу в 1945 году и вступил во Всесоюзный ленинский коммунистический союз молодёжи (ВЛКСМ или Комсомол). В 1950 году окончил Каменец-Подольский Индустриальный техникум Министерства Промышленности строительных материалов СССР по специальности «Механическое оборудование цементных заводов» после чего работал техником-механиком на цементом заводе им. Воровского в городе Брянске.

### Военная служба
В Советской Армии с 1950 года. Службу начал в войсках ПВО на Дальнем Востоке (Комсомольско-Хабаровский район) старшим телефонистом1-го дивизиона 59-го зенитно-артиллерийского полка 171-й зенитно-артиллерийской дивизии, затем командиром отделения связи батареи управления 171-й зенитно-артиллерийской дивизии.
С марта 1952 года — кандидат в члены Коммунистической партии Советского Союза (КПСС).
В 1952—1954 годах — курсант Канского училища военных переводчиков (Восточно-Сибирский, Западно-Сибирский военные округа). Изучал немецкий язык.
С мая 1954 года — член КПСС.
Окончил Боровичское (Шуйское) военное училище по специальности «общевойсковой командир» в 1955 году (Ленинградский военный округ). 26 сентября 1955 года присвоено воинское звание лейтенант.
После окончания училища проходил службу в Прибалтийском Военном Округе в должности командира взвода 123-го механизированного полка 1-й танковой Инстербургской дивизии.

### Группа советских войск в Германии
С 1956 по 1961 год — командир взвода роты регулирования 7-й гвардейской танковой дивизии 3-й гвардейской механизированной армии, командир взвода регулирования движения роты регулирования движения и комендантской службы 7-й гвардейской танковой дивизии 18-й гвардейской армии, командир роты регулирования движения и комендантской службы 7-й гвардейской танковой дивизии 18-й гвардейской армии.
В 1958 году окончил вечерний университет марксизма-ленинизма Вооружённых Сил СССР. 13 октября 1958 года присвоено воинское звание старший лейтенант.
С 1961 года в военной разведке.
Капитан (30.12.1961).
С 1961 по 1963 год — командир роты бронетранспортеров, командир разведывательной роты 4-го отдельного гвардейского разведывательного батальона 7-й гвардейской танковой дивизии 18-й гвардейской армии.

### Белорусский военный округ
В 1963 году был откомандирован в распоряжение Командующего войсками Белорусского военного округа, где назначен командиром разведывательной роты 35-го отдельного гвардейского разведывательного батальона 8-й гвардейской танковой дивизии 5-й гвардейской танковой армии, а затем начальником разведки 58-го танкового полка 8-й гвардейской танковой дивизии 5-й гвардейской танковой армии. В 1964—1965 годах — слушатель Высших офицерских курсов «Выстрел» в городе Солнечногорске.
Майор (21.04.1966).
С 1967 по 1977 год — начальник штаба-заместитель командира 308-го мотострелкового полка 29-й танковой дивизии 5-й гвардейской танковой армии, начальник штаба-заместитель командира 296-го мотострелкового полка 3-й гвардейской танковой дивизии, начальник штаба-заместитель командира полка кадра войсковой части.

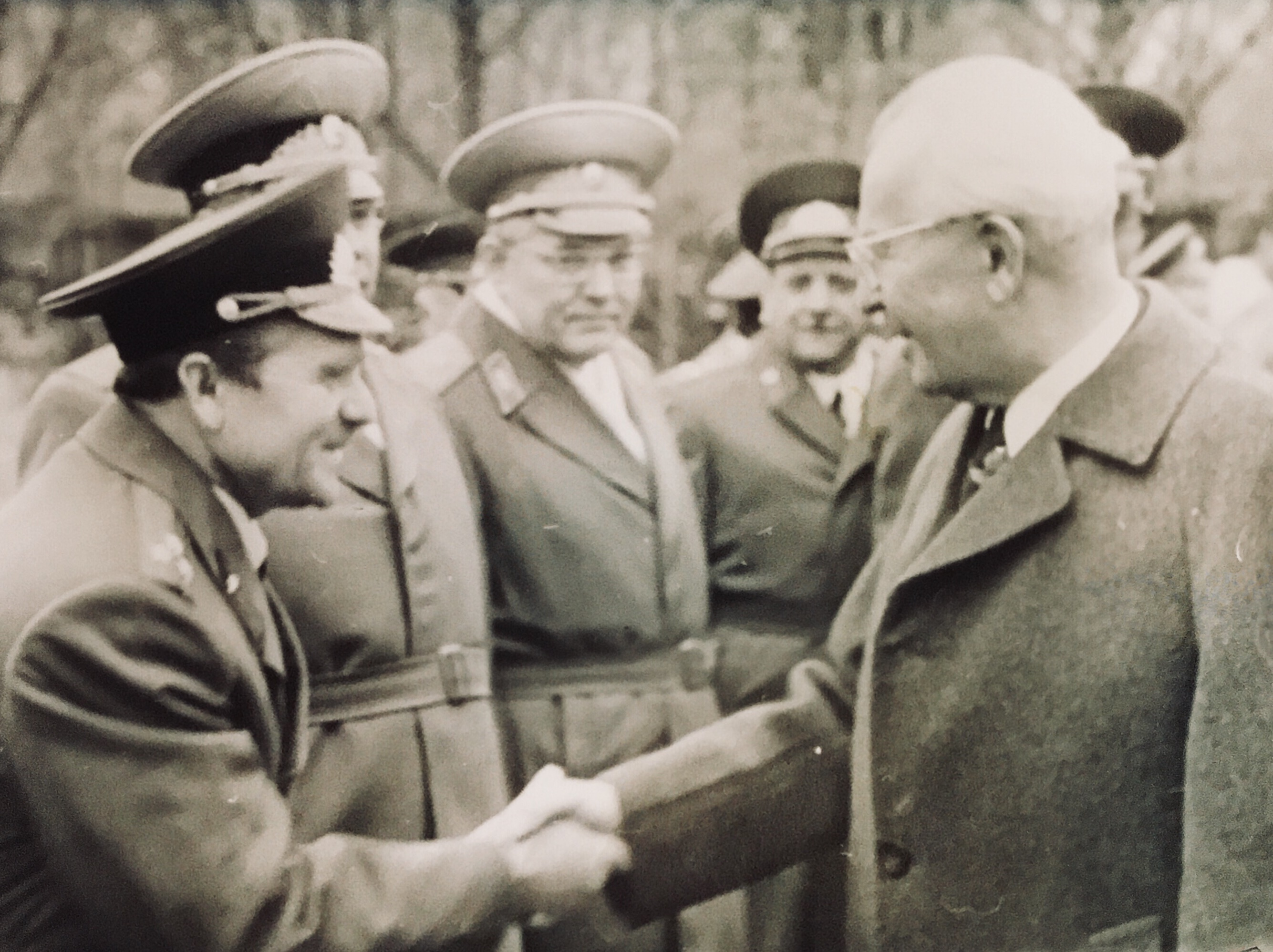
Начальник разведки-заместитель начальника Штаба ЦГВ полковник П. И. Кузовков с Президентом Чехословацкой Социалистической Республики Г. Гусаком

Окончил Военную академию имени М. В. Фрунзев 1970 году.
Подполковник (23.06.1970).
С конца 1971 года по 1975 год — начальник разведки 120-й гвардейской мотострелковой дивизии.
С 1975 по 1977 год — начальник разведки 5-й гвардейской танковой армии.
Полковник (16.07.1976).

### Центральная группа войск

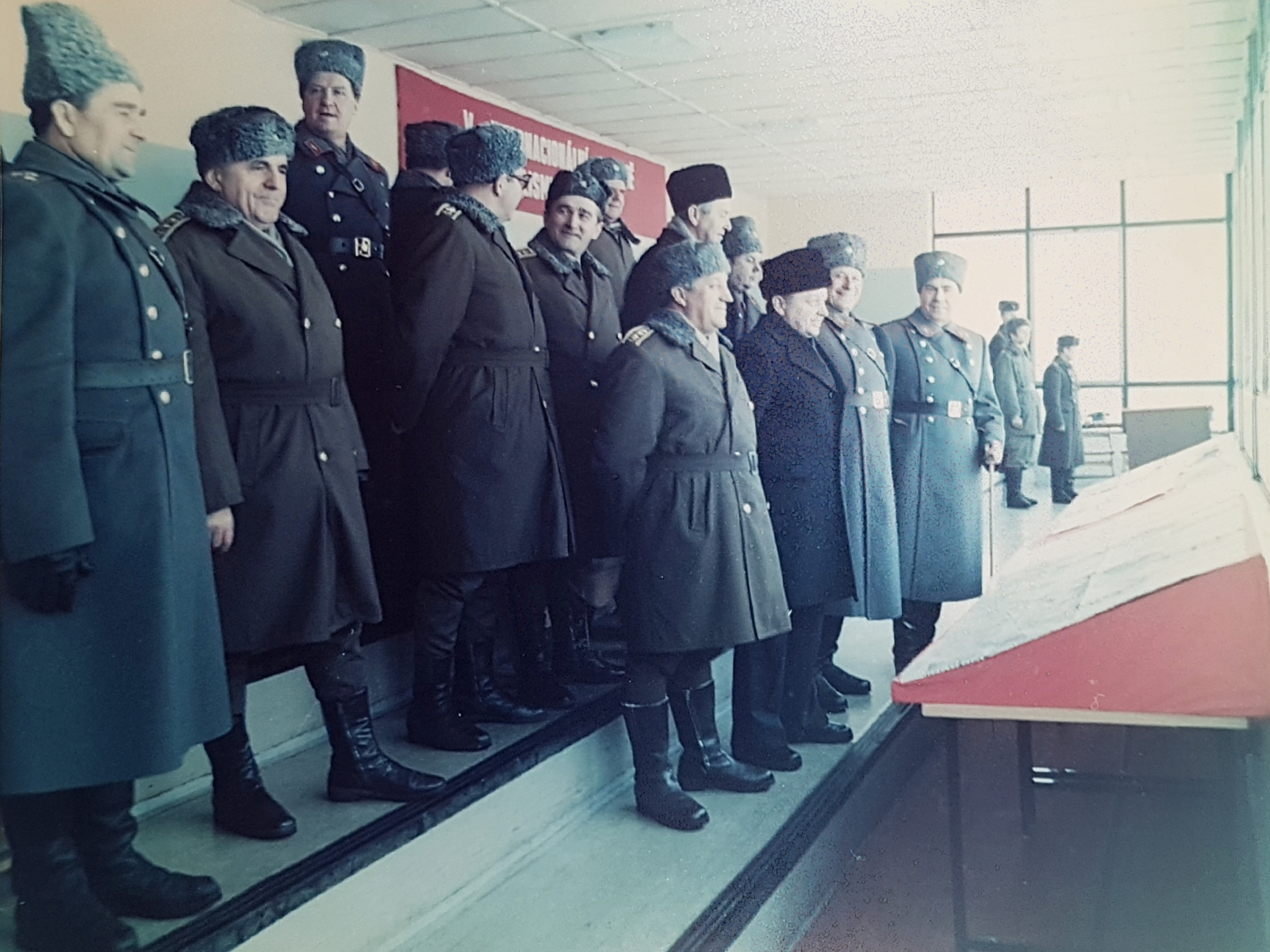
Командующий войсками ЦГВ генерал-полковник Д. Т. Язов (первый справа) с командованием ЦГВ и армий стран-участниц Варшавского Договора наблюдают за ходом совместных учений (первый слева — начальник разведки-заместитель начальника Штаба ЦГВ полковник П. И. Кузовков)

С 1978 по 1982 год — начальник разведки-заместитель начальника штаба по разведке Центральной группы войск на территории Чехословакии.
Генерал-майор (01.11.1980).

### Киевский военный округ

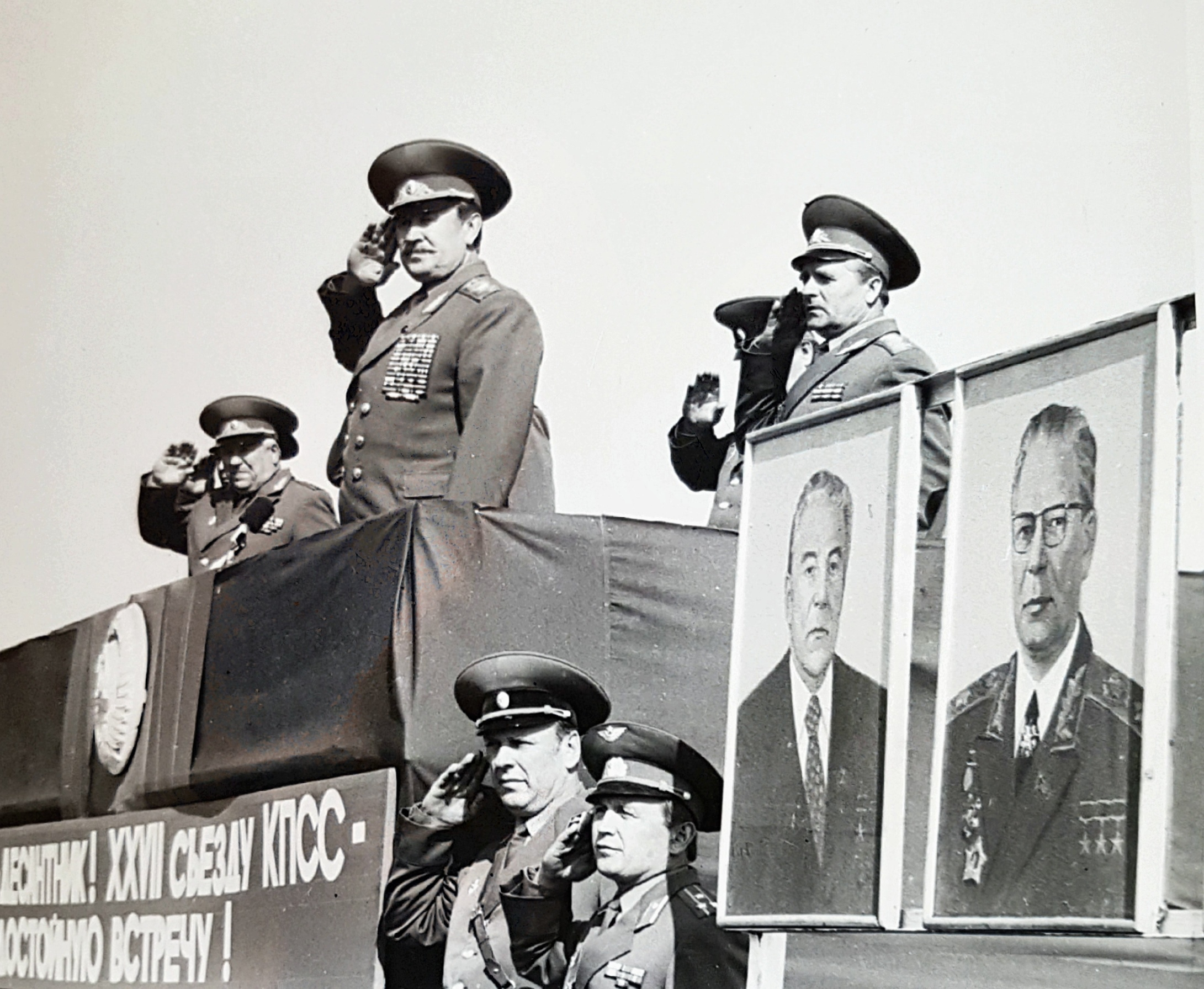
Командующий войсками КВО генерал армии И. А. Герасимов проводит смотр в воздушно-десантных войсках округа (первый справа — начальник разведки-заместитель начальника Штаба КВО генерал-майор П. И. Кузовков)

С 1982 по 1986 год — начальник разведки-заместитель начальника штаба по разведке Киевского военного округа.
Летом 1984 года под руководством генерал-майора П. И. Кузовкова на базе 9-й отдельной бригады специального назначения Главного разведывательного управления Генерального Штаба (9-я ОБрСпН ГРУ ГШ) был сформирован 668-й отдельный отряд специального назначения Главного разведывательного управления Генерального штаба (668-й ооСпН ГРУ ГШ) для выполнения боевых задач на территории Демократической республики Афганистан.

### Чернобыль
С июля 1986 года — начальник оперативной группы особой зоны. Принимал непосредственное участие в ликвидации последствий аварии на Чернобыльской АЭС, командуя войсками в зоне катастрофы и осуществляя координацию действий ликвидаторов. Месяц непрерывно находился в зоне отчуждения, уровень радиации в которой составлял свыше 100 мр/час. Получил значительную дозу радиоактивного облучения, которая впоследствии сильно повлияла на его здоровье (инвалидность II группы).

«Эти обязанности после него исполняли смелые и знающие дело генералы и офицеры – Николай Афанасьевич Земляков, Александр Сергеевич Королев, Петр Иванович Кузовков, Иван Макарович Лимаренко… Работали они с исключительной напряжённостью, не только не жалея сил, но и рискуя здоровьем. Каждый из них внес свою лепту в обуздание стихии атома.»— М. П. Тараканов, Особая зона. Документальная повесть

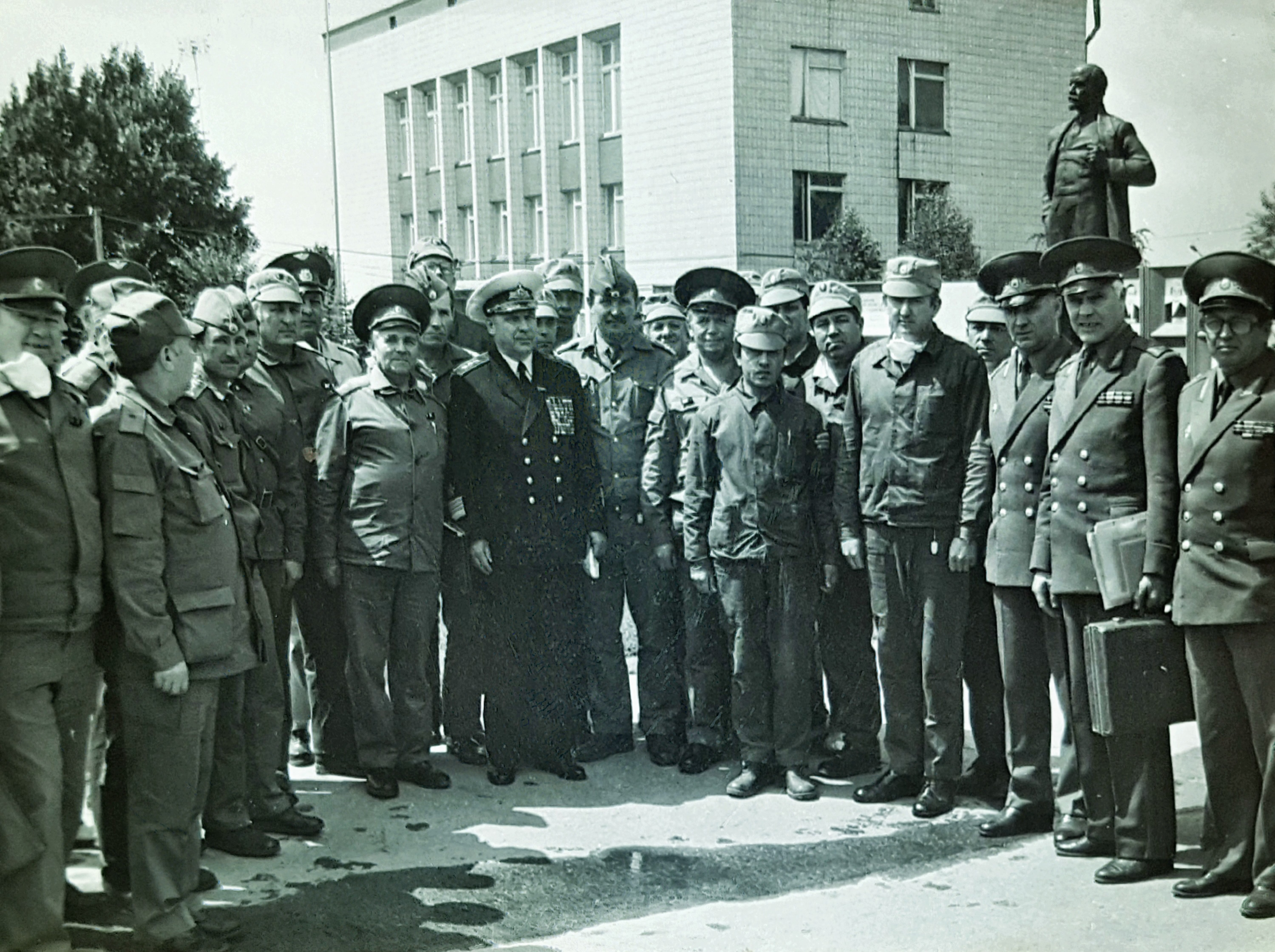
Начальник оперативной группы особой зоны генерал-майор П. И. Кузовков с первым заместителем начальника Главного политического управления Советской Армии и Военно-Морского Флота адмиралом флота А. И. Сорокиными и ликвидаторами последствий аварии на Чернобыльской АЭС в городе Припять, июль 1986 г.

За мужество и самоотверженность, проявленные при ликвидации последствий аварии на Чернобыльской АЭС, указом Президента Российской Федерации Д. А. Медведева 10 февраля 2010 года генерал-майор Вооружённых Сил СССР в отставке П. И. Кузовков награждён Орденом Мужества.

### В отставке
С конца 1986 года в запасе. До 2003 года жил в Киеве. Принимал активное участие в работе по военно-патриотическому воспитанию личного состава округа и молодежи. С конца 2003 года жил в Москве. С 2012 года и до конца жизни — инспектор группы (инспекторов) объединённого стратегического командования Западного военного округа, закреплённых за Военно учебным-научным центром Сухопутных войск Общевойсковой академии вооружённых сил Российской Федерации. Умер после тяжелой болезни 23 ноября 2017 года в Городской клинической больнице № 51. Панихида состоялась 25 ноября 2017 года в Зале прощаний ФСБ. Отпевание прошло в Церкви Пантелеимона Целителя при Центральном военном клиническом госпитале ФСБ РФ. Похоронен с воинскими почестями в Москве на Бутовском кладбище.

## Награды
- Орден Мужества
- Орден Красной Звезды
- Медаль В ознаменование 100-летия со дня рождения Владимира Ильича Ленина
- Медаль Двадцать лет победы в Великой Отечественной войне 1941—1945 гг.
- Медаль Тридцать лет победы в Великой Отечественной войне 1941—1945 гг.
- Медаль 40 лет Вооружённых Сил СССР
- Медаль 50 лет Вооружённых Сил СССР
- Медаль 60 лет Вооружённых Сил СССР
- Медаль 70 лет Вооружённых Сил СССР
- Медаль За безупречную службу 1 степени
- Медаль За безупречную службу 2 степени
- Медаль За безупречную службу 3 степени
- Медаль Ветеран Вооружённых Сил СССР
- Медаль В память о ликвидации катастрофы на ЧАЭС 1986—2011

### иностранные
- Медаль За укрепление дружбы по оружию 2 степени (ЧССР)

## Память
В должности начальника разведки Центральной группы войск упоминается в воспоминаниях Д. С. Сухорукова «Записки командующего-десантника» и Д. Т. Язова «Удары судьбы. Воспоминания солдата и маршала»
О генерал-майоре П. И. Кузовкове упоминается в документальной повести «Особая зона», написанной участником ликвидации последствий аварии на Чернобыльской АЭС М. П. Таракановым.
Генерал-майор П. И. Кузовков запечатлён в документальном фильме киностудии Министерства Обороны СССР «Район действий — Чернобыль».